# Росткі-Скомацькі
Росткі-Скомацькі (пол. Rostki Skomackie, нім. Rostken) — село в Польщі, у гміні Ожиш Піського повіту Вармінсько-Мазурського воєводства.
Населення — 77 осіб (2011).
У 1975-1998 роках село належало до Сувальського воєводства.

## Демографія
Демографічна структура станом на 31 березня 2011 року:
|          | Загалом | Допрацездатний вік | Працездатний вік | Постпрацездатний вік |
| -------- | ------- | ------------------ | ---------------- | -------------------- |
| Чоловіки | 38      | 13                 | 20               | 5                    |
| Жінки    | 39      | 12                 | 20               | 7                    |
| Разом    | 77      | 25                 | 40               | 12                   |